# Сентервил (округ Монтгомери, Охајо)
Сентервил (енгл. Centerville, Montgomery County) град је у америчкој савезној држави Охајо.

## Демографија
По попису из 2010. године број становника је 23.999, што је 975 (4,2%) становника више него 2000. године.
| Група             | 2000.          | 2010.          |
| Белци             | 21.063 (91,5%) | 21.335 (88,9%) |
| Афроамериканци    | 678 (2,9%)     | 954 (4,0%)     |
| Азијати           | 730 (3,2%)     | 770 (3,2%)     |
| Хиспаноамериканци | 272 (1,2%)     | 439 (1,8%)     |
| Укупно            | 23.024         | 23.999         |